# Rheingau Echo
Das Rheingau Echo ist eine regionale Wochenzeitung, die seit 1970 einmal wöchentlich erscheint. Das Verbreitungsgebiet erstreckt sich über alle Rheingaugemeinden und die Stadt Kaub.
Die Rheingau Echo Verlag GmbH hat ihren Sitz in Geisenheim. Chefredakteur ist Michael Gamisch. Die Auflagenzahl beläuft sich auf ca. 9.000 Exemplare, davon ca. 5.000 Abonnenten (Stand 2019). Das Rheingau Echo ist weiterhin amtliches Mitteilungsblatt für Rüdesheim am Rhein, Geisenheim, Oestrich-Winkel sowie Eltville am Rhein.

## Geschichte
Die ehemals selbstständigen Gemeinden Winkel und Mittelheim, welche heute Stadtteile von Oestrich-Winkel sind, suchten nach einem geeigneten Medium, um amtliche Bekanntmachungen zu verbreiten. Im Zuge dessen wurde am 6. März 1970 die erste Ausgabe des Rheingau Echos veröffentlicht.